# タリンテレビ塔
タリンテレビ塔（タリンテレビとう、エストニア語: Tallinna teletorn）は、エストニアの首都タリンにあるテレビ塔。テレビ塔だが展望台がある。

## 概要
1980年のモスクワオリンピックで行われるレガッタのイベントに向け、より良質の電信サービスを提供する目的で建設された。塔はタリン中心部から北東に6キロメートルの場所にある地区、ピリタ近郊に位置する。建物はエストニアの企業レビラ（Levira、前エストニア放送通信センター）により管理され、世界大タワー連盟に加盟されている。
塔は建築家のデイヴィッド・バジラッゼ (David Baziladze) 、ジュリ・シニス (Juri Sinis) によりデザインされた。礎石は1975年9月30日に敷かれ、建物は1980年7月11日に落成式を迎えた（しかし、最初に実際の通信が行われたのは前年の1979年である）。
地域のガイドブックでは、晴れの日に見られるそのタリン全体とフィンランド湾、およびフィンランドの壮観な展望を宣伝している。これは、1980年代のソビエト連邦風に描かれているほか、展望台のある階にはレストランも入居している。また、1991年のソ連8月クーデターであけられた銃弾の穴が、現在も塔の基部で見ることができる。

## 構造

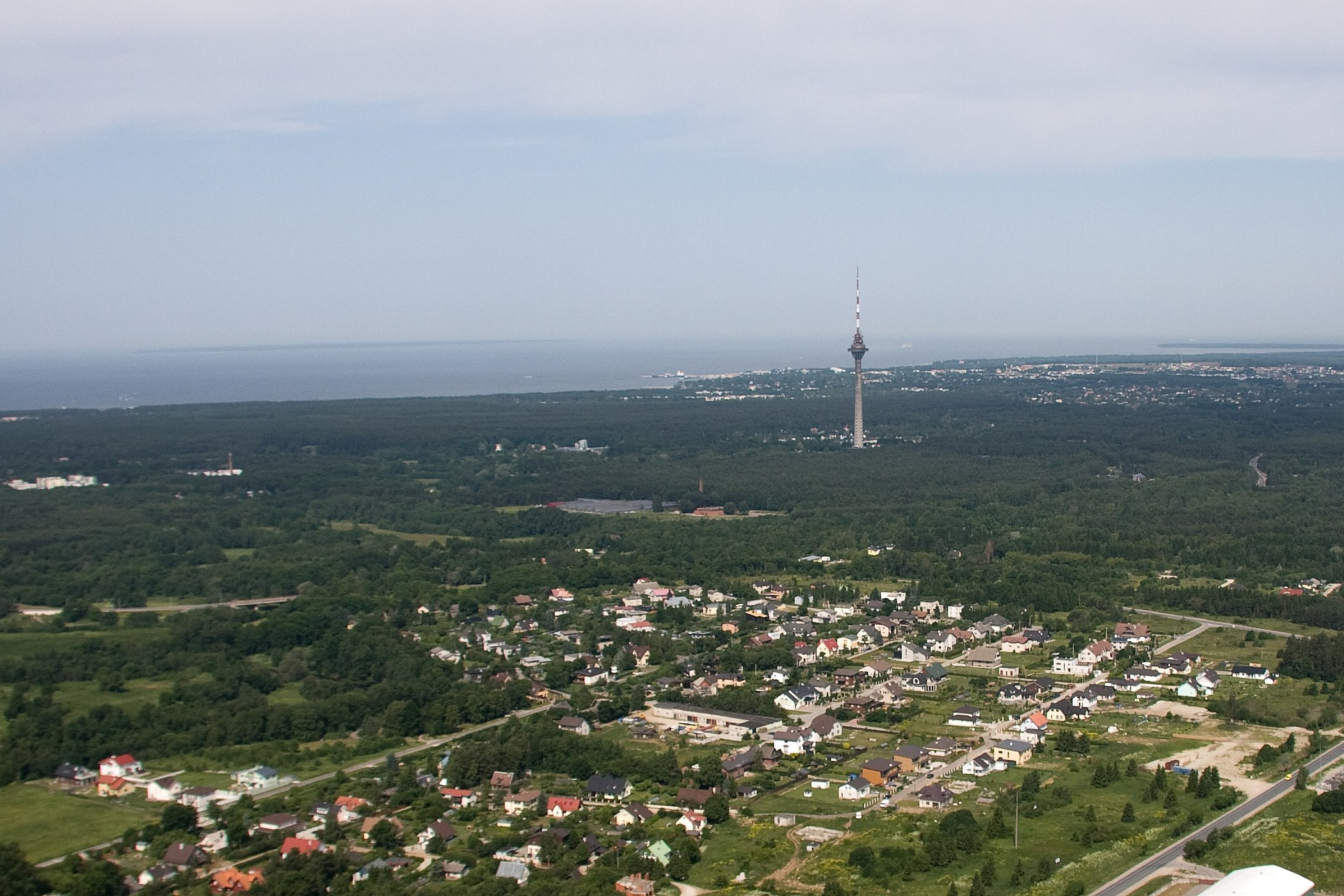
遠景より

塔の具体的な高さは314メートル（1030.2フィート）であるが、一部の原典では高さ312.6メートル（1026.6フィート）と述べられている場合がある。塔の本体は50センチメートルある鉄筋コンクリートで周囲を覆われており、それらの重量は1万7千メートルトンに上るほか、総重量はおよそ2万トンに及ぶとされている。塔の建設中に火事が起きたがなんとか難を逃れた。
21階にあり最初は巡回部がデザインされていた展望台は、地上170メートルの高さに位置し、直径が38メートルある。展望台は一般の観光客に開放されており（2007年現在で60クローンの入場料がかかる）、稀に使用されるコンクリートと金属製の階段を除いては、2つのエレベーターで登ることができる。この塔と同様の建築物であるリトアニアのビリニュステレビ塔は、地上165メートルの場所に巡回が可能な展望台を有している。

## ソ連8月クーデターに関して
1991年にはエストニアの独立回復で自由なメディアを保護したために、少数のラジオ通信士の命が危険にさらされるという、広く知られた話がある。彼らはエレベーターが動かなくなるよう、エレベーターのドアと枠の間にマッチ箱を置いたため、塔に押し寄せたソビエト連邦軍将兵全員がおよそ1000段ある塔の階段を登る羽目になった。また、通信士達は酸素除去による消火システムを、自由に使用できる立場にあった。しかし、そうしたシステムを本当に（突入したソ連兵殺害目的で）使用するつもりだったのか、或いはただの脅しだったのかは知られていない。この話はエストニアでよく知られた話となり、映画『1991』の一部でも取り上げられている。